# 阿普希爾卡蓬塔山
9°38′56″S 76°23′53″W / 9.64889°S 76.39806°W
阿普希爾卡蓬塔山（Apujirca Punta），是秘魯的山峰，位於該國中部瓦努科大區，由瓦努科省的丘魯班巴區負責管轄，屬於安地斯山脈的一部分，海拔高度4,200米。